# Ла-Пойнт (Вісконсин)
Ла-Пойнт (англ. La Pointe) — місто (англ. town) в США, в окрузі Ешленд штату Вісконсин. Населення — 428 осіб (2020).

## Демографія
Згідно з переписом 2010 року, у місті мешкала 261 особа в 138 домогосподарствах у складі 67 родин. Було 866 помешкань
Расовий склад населення:
| - 94,3 % — білих - 0,8 % — корінних американців - 0,4 % — чорних або афроамериканців |

До двох чи більше рас належало 4,6 %. Частка іспаномовних становила 2,3 % від усіх жителів.
За віковим діапазоном населення розподілялося таким чином: 15,3 % — особи молодші 18 років, 70,5 % — особи у віці 18—64 років, 14,2 % — особи у віці 65 років та старші. Медіана віку мешканця становила 49,5 року. На 100 осіб жіночої статі у місті припадало 121,2 чоловіків;  на 100 жінок у віці від 18 років та старших — 132,6 чоловіків також старших 18 років.
Середній дохід на одне домашнє господарство  становив 63 901 долар США (медіана — 49 773), а середній дохід на одну сім'ю — 76 451 долар (медіана — 53 438). Медіана доходів становила 47 708 доларів для чоловіків та 43 750 доларів для жінок. За межею бідності перебувало 2,5 % осіб, у тому числі 0,0 % дітей у віці до 18 років та 0,0 % осіб у віці 65 років та старших.
Цивільне працевлаштоване населення становило 75 осіб. Основні галузі зайнятості: мистецтво, розваги та відпочинок — 30,7 %, роздрібна торгівля — 13,3 %, будівництво — 10,7 %.